# ASH-82
Le fusil d'assaut ASH-82 est la variante albanaise du Fusil Type 56 dans sa version pour parachutiste.

## Présentation

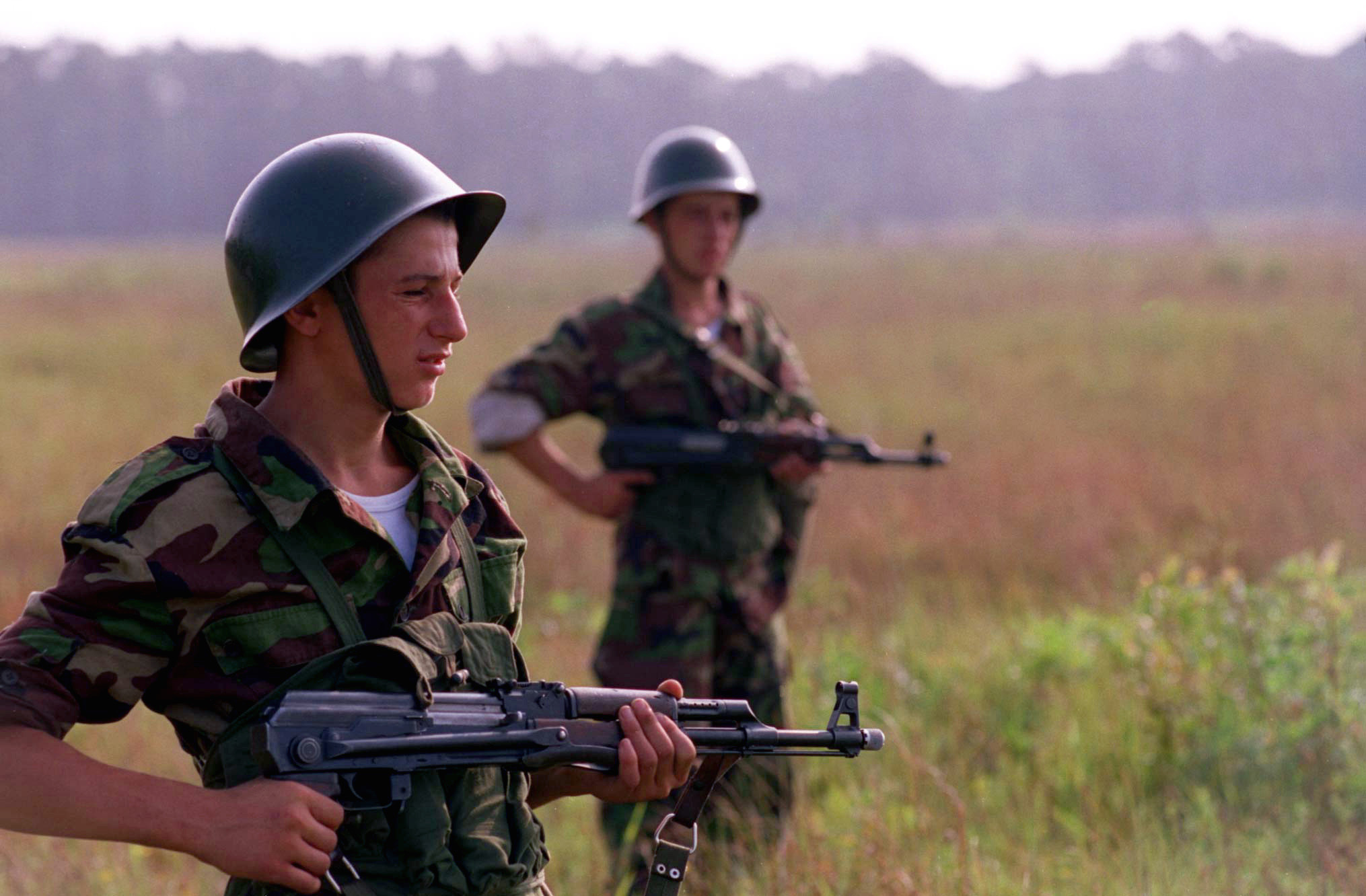
Soldats albanais armés de fusils d'assaut ASH-82 en 1996.

Le Automatiku Shqiptar Tipi 1982 (pour Fusil automatique Type 1982) est une variante albano-chinoise de l'AKMS.

## Données techniques
- Munition : 7,62 × 39 mm M43
- Longueur totale : 87 cm (69 avec crosse repliée)
- Masse à vide : 3,6 kg
- Cadence de tir : 600 coups par minute
- Portée pratique : 350 m

## Le Fusil d'assaut Type 82 au combat
A travers le pillage des entrepôts des Forces armées albanaises au début des années 1990 et le trafic d'armes, cette « AKM albanaise » a servi lors des :
- Guerre de Croatie
- Guerre de Bosnie-Herzégovine
- Guerre du Kosovo
- Insurrection albanaise de 2001 en Macédoine

## Sources
Cette notice est issue de la lecture des revues spécialisées de langue française suivantes :
- Cibles (Fr)
- Action Guns (Fr)
- Raids (Fr), notamment HS n° 26 & 28
- Assaut (Fr)